# ログローリング
ログローリング（英: logrolling）とは、集合的決定における戦略的行動の一つ。政治学や社会的選択理論、及び経済学における公共選択論や公共経済学における概念の一つである。決定の際に票の取引を行うことをログローリングと呼び、主に議会における法案の投票の際に見られる。このことから票取引と呼ぶこともある。

## 立法過程におけるログローリング
具体的なログローリングの例を以下に見てみたい。定数99の議会で議員Aと議員Bの二人の議員に焦点を当てることとする。今議会においては議題1と議題2の二つの議題について審議が行われており、議題1について法案X、議題2について法案Yがそれぞれ提出されているとする。議員Aは議題1に関して特定の利益があるために強い関心を持っているが、議題2に関してはこの議題から得られる効用は少なくさほど関心がない。逆に議員Bは議題2には強い関心を払っているが、議題1にはあまり関心がない。ここで議員Aは法案Xから利得を得るためこれを可決・成立させたい一方で、議題2に関しては一応法案Yに反対しているとする。他方で議員Bは法案Yの可決・成立を期したいと考えており、かつ一応は法案Xに反対しているとする。この時に法案Xを支持する議員が49対50で少数派であり、法案Yに賛成する議員も49対50で少数派であると仮定しよう。効用を最大化しようとする合理的な議員を仮定するならば、次のことが言えるであろう。すなわち議員Aはあまり関心のない、つまり自身の効用に関係ない議題2における自らの選好を放棄してでも議題1における法案Xの成立を優先させる。同様に、議員Bも自分の効用にあまり関わらない議題1おける自らの選好を放棄してでも議題2における法案Yの成立を優先させる。従って、議員Aと議員Bの間には一種の取り決めが成立することとなる。すなわち議員Aが議題2に関して偽の選好を表明して法案Yに賛成することを約束する一方で、議員Bも議題1に関して偽の選好を表明して法案Xに賛成することを取り決める。こうしてこのような取り決めの結果、法案Xは50対49で可決・成立し、法案Yも50対49で可決されることになる。このため議員A・Bは一定の制約の下ではあるが、自らの効用を最大化することに成功することとなる。この時に、議員Aと議員Bは法案Yへの反対票と法案Xへの賛成票を取引したことになる。またこのようにログローリングを行う投票者の集団（この場合は議員Aと議員B）を、取引連合と呼ぶ。

## ログローリングの条件
ところでどのような条件の下でログローリングが成立するのであろうか？理論的には2つの必要条件が考えられる。一つは分離可能性であり、もう一つは取引連合が集合的順序、すなわち集合的な選好に与える影響である。
分離可能性とは、2つ以上の議題（上の例では議題1と議題2）がそれぞれ独立であることを指す。すなわち議題1での議員Aでの選好は（法案Xの可決）＞（法案Xの否決）であるが、この選好は議題2における選択肢（すなわち法案Yを可決させるか否決させるか）を考慮した際にも変化しない。議員Bに関しても同様である。
第2の条件は次のようなものである。上記の例の取引連合で、議員Xは以下のような立場に立っている。
- （1）議題2に関して選好が（Yの否決）＞（Yの可決）であり、この選好通りに投票すればこれを実現することができる。一方で投票を別のやり方に変えればYを可決させることができる。
- （2）議題1に関しては選好が（Xの可決）＞（Xの否決）であるが、どのように投票してもこれを実現することが不可能である。
- （3）議題1の方が議題2より関心が高い。すなわち選好強度が（Yの否決）＞（Yの可決）よりも（Xの可決）＞（Xの否決）の方が強い。

これに対して、議員Bはちょうど対称的な立場に立っている。
- （1'）議題1に関して（Xの否決）＞（Xの可決）という選好を持っており、この選好に忠実であれば実現することが可能である。一方で投票を変えればXを可決させることができる。
- （2'）議題2に関して選好が（Yの可決）＞（Yの否決）であるが、どのように投票してもこれを実現することは不可能である。
- （3'）議題2の方が議題1より関心が高い。すなわち選好強度が（Xの否決）＞（Xの可決）よりも（Yの否決）＞（Yの可決）の方が強い。

このように（1）～（3）とそれに対応する（1'）～（3'）にそれぞれの立場があるとき、ログローリングは成立する。
ところで、これまで見てきたログローリングの理論には一つの前提があると考えられる。すなわちある程度議員の自律性が担保されている場合の方が、ログローリングは成立しやすい。すなわち党議拘束などの政党による拘束が無いか緩いところでは、ログローリングはより多く見られる。これが政党の規律の緩いアメリカの連邦議会において、ログローリングが他国の議会よりも頻繁に見られる原因であろう。

## ログローリングの意義
ログローリングが成立することによって、どのような効果が得られるかに関してはいくつかの議論がある。まずいわゆる投票のパラドックスに見られるように投票結果が循環した場合、ログローリングを行うことでこの循環を解消することができると考えられている。すなわち各議員が自らの選好に忠実に投票して或る一つの議題に関して投票したときに循環が発生しても、これを別の議題と結びつけて票を取引して投票を変えることで循環が防げるわけである。このことから次のようなことが言える。つまり特定の議員もしくは議員集団が一つの議題に関して自らの望むような結果を得るために、別の議員もしくは議員集団とログローリングを日常的に成立させているために議会においては循環が発生しないわけである。またログローリングによって投票者は選好の強度を表明することができる。基本的に多数決の投票においては選好の順序を表明することはできるが、その順序付けた選択肢をどれほど望んでいるかという選好の強度に関しては表明することはできない。しかしログローリングという票取引の形で、すなわち強度の低い選好の放棄によって強度の高い選好を実現することで選好強度の表明を達成することが可能になるわけである。このことから取引集団を構成する各議員及び議員集団に着目すると、自分が強く望む強度の高い選好が実現したためにパレート最適が達成されていることが分かる。すなわち取引集団を構成する各集団の効用は制約の中で最大化されており、他の集団の効用を犠牲にしなければ或る集団の効用を高められない状態である。こうしたパレート最適の達成ゆえに、ログローリングには社会的便益をより大きくする可能性が秘められている。またこのことは、公共財の最適供給という政治の究極的目的にも大きな貢献を成す可能性を持つ。
このようにログローリングを行った複数の集団内ではパレート改善が見られる一方で、ログローリングを行わなかった者に関しては外部性が存在することとなる。取引に参加しなかった者は外部費用を支払うことになり、効用は減少する。ウィリアム・ライカーによれば、この外部性からいわゆる票取引のパラドックスが生じることになる。すなわちログローリングに参加しない場合の効用の減少が参加する際の増加分を上回る場合には、ログローリングの結果全ての議員（投票者）の効用が減少することになる。このことがログローリングの問題点として挙げられる。
またログローリングが特定の議員の利益誘導のために利用され、投票の結果が非効率となるケースがある。議員の合理性が再選されることにあるとすれば、選挙区の利益となるような立法活動を行うことになる。特にアメリカでは利益誘導のためのログローリングが問題となることがある。例えばカリフォルニア州のワイン産地から選出された議員とカンザス州の牛肉の産地から選出された二人の議員がいると仮定する。さらに議会でワイン産業と食肉産業を保護するような法案が、別個に審議されているとする。この場合、この二人の議員は取引連合を組んで両方の法案を通過させようと行動する可能性は高い。ログローリングが利益誘導に利用されたときの帰結として、政府支出の無責任な増大とそれに付随する財政赤字拡大の可能性の増大が挙げられる。この点を詳細な分析により明らかにしたのが、ジェイムズ・ブキャナンやゴードン・タロックらの公共選択論やケネス・シェプスリ及びバリー・ワインゲストを筆頭とする合理的選択理論に基づくアメリカ議会研究である。これらの分析、特に公共選択論は重要な含意を持つものであった。それはすなわちケインジアンへの批判である。ケインジアンはハーベイロードの前提に立ち、不況時に政府支出を増やし景気を拡大させ好況時に増税等で財政赤字を解消するような賢明で弾力的な政策を取れると考えた。このことから長期的に見れば財政は均衡し、財政赤字は問題にならないと主張した。これに対しログローリングの分析は、政治家は自身の支持の獲得のために政府支出を拡大させ、経済政策の運営を非効率なものとする可能性が大いにあることを示している。このことはケインジアンの政治の市場への介入の論拠となる政治家に関する考え方の誤りを示し、ケインジアンの理論的な正当性に対し重要な批判を加えた。